# Пояна-Вадулуй (комуна)
Пояна-Вадулуй (рум. Poiana Vadului) — комуна у повіті Алба в Румунії. До складу комуни входять такі села (дані про населення за 2002 рік):
- Дудуєнь (98 осіб)
- Костешть (201 особа)
- Лупеєшть (31 особа)
- Моркенешть (35 осіб)
- Петелей (79 осіб)
- Пештешть (153 особи)
- Пояна-Вадулуй (213 осіб) — адміністративний центр комуни
- Стенешть (115 осіб)
- Феджету-де-Жос (95 осіб)
- Феджету-де-Сус (191 особа)
- Хенешешть (93 особи)

Комуна розташована на відстані 332 км на північний захід від Бухареста, 64 км на північний захід від Алба-Юлії, 69 км на південний захід від Клуж-Напоки, 145 км на північний схід від Тімішоари.

## Населення
За даними перепису населення 2002 року у комуні проживали 1304 особи, усі — румуни. Усі жителі комуни рідною мовою назвали румунську.
Склад населення комуни за віросповіданням:
| Релігія            | Кількість осіб | Відсоток |
| ------------------ | -------------- | -------- |
| православні        | 1136           | 87,1%    |
| п'ятдесятники      | 85             | 6,5%     |
| не релігійні       | 6              | 0,5%     |
| баптисти           | 5              | 0,4%     |
| греко-католики     | 1              | 0,1%     |
| адвентисти         | 1              | 0,1%     |
| бретрени           | 1              | 0,1%     |
| атеїсти            | 1              | 0,1%     |
| не вказали релігію | 6              | 0,5%     |